# Tree view

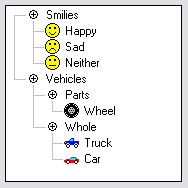
Exemplo de tree view.

Em computação, um tree view (literalmente do inglês vista de árvore) é um elemento de interface gráfica (isto é um componente widget) que permite ao usuário mostrar dados hierárquicos em forma de árvore, expandir ou recolher os ramos e nós.
Dependendo do wiget toolkit ou aplicação em uso, existem muitos estilos de apresentação gráfica de tree views.